# Maître de l'Échevinage de Rouen

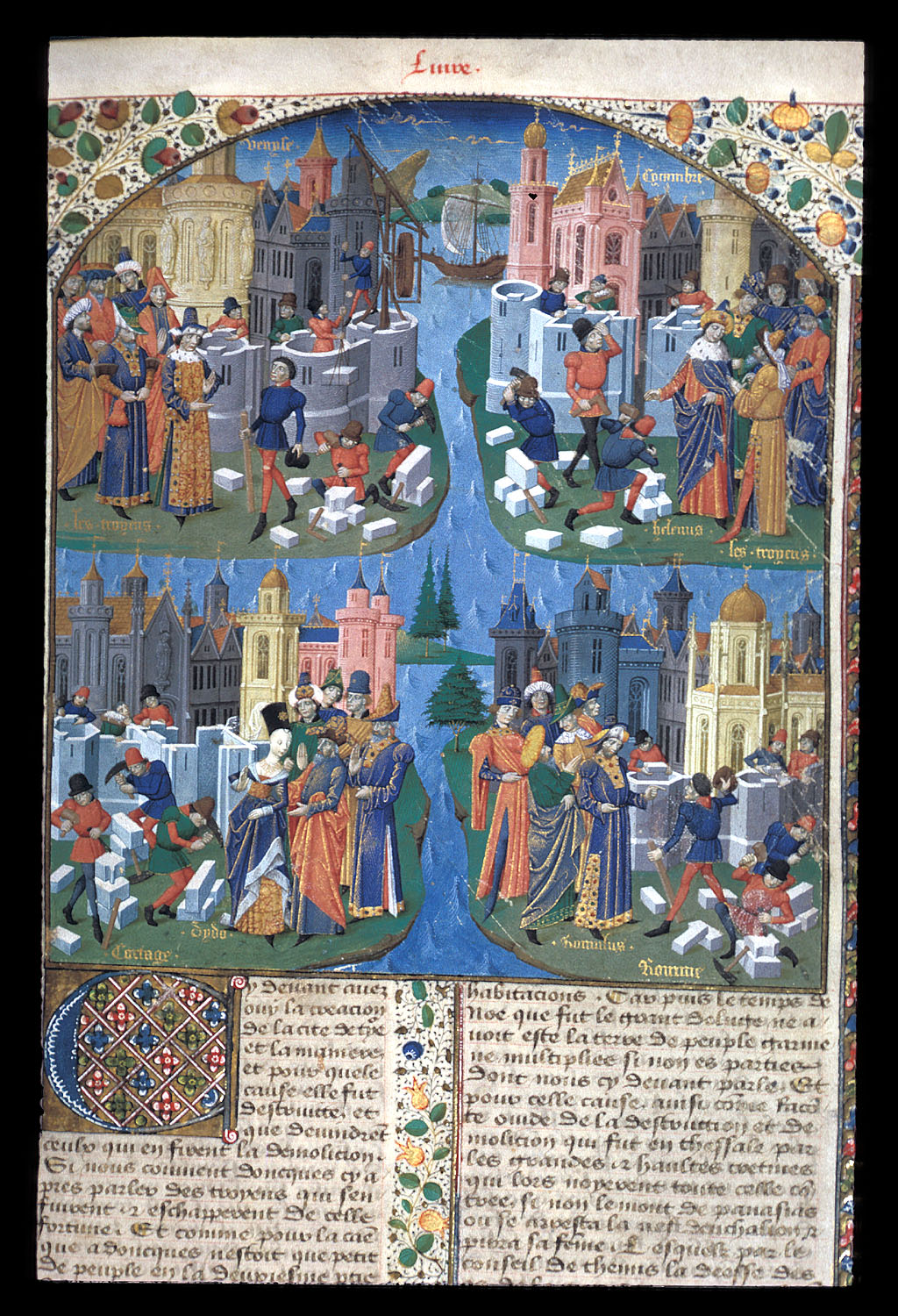
« Construction de Venise, Sicambrie, Carthage et Rome ». Bouquechardière de la British Library, fol. 150.

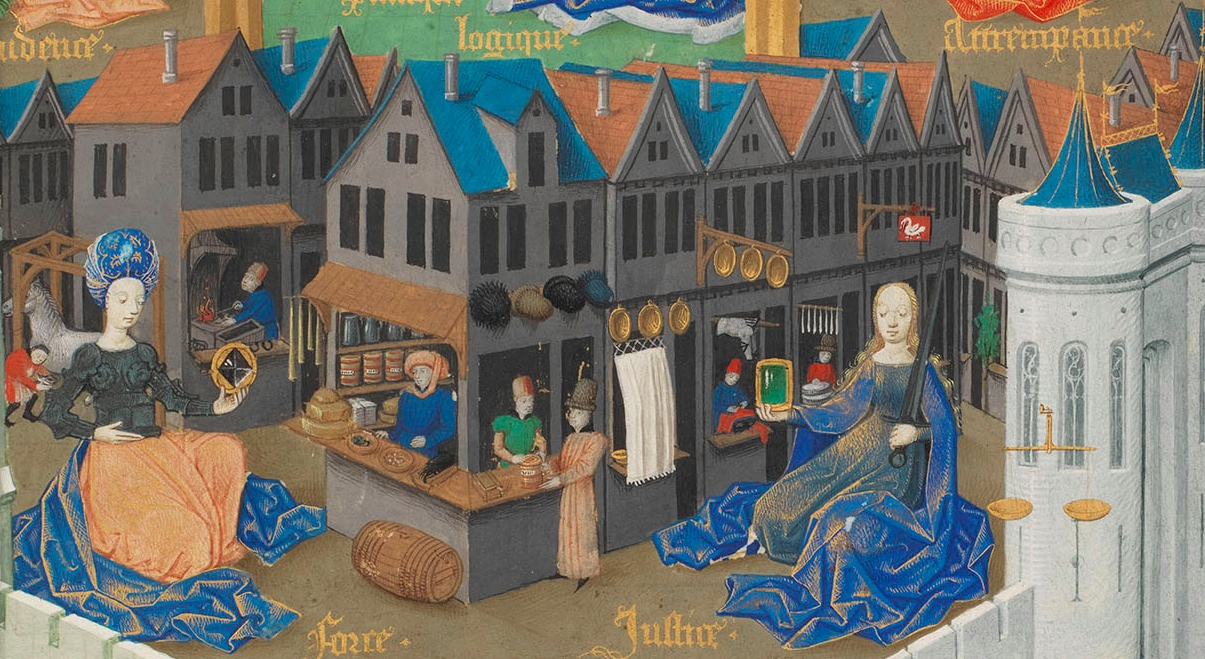
« Le marché », Brunetto Latini, Trésor, Bibliothèque de Genève, Ms. fr. 160, fol. 1 (détail).

Le Maître de l'Échevinage de Rouen est un maître anonyme enlumineur actif à Rouen entre 1450 et 1485. Il est nommé ainsi d'après les cinq manuscrits qu'il enlumina, entre 1457 et 1480 environ, pour la librairie des échevins de Rouen. On lui trouve aussi le nom Maître du Latini de Genève, d'après ses illustrations d'un manuscrit de Brunetto Latini (Brunet Latin) conservé à Genève.
Le plus ancien de ses manuscrits rouennais est la première des douze copies de la chronique La Bouquechardière de Jean de Courcy provenant de son atelier.  

## Éléments biographiques et stylistiques

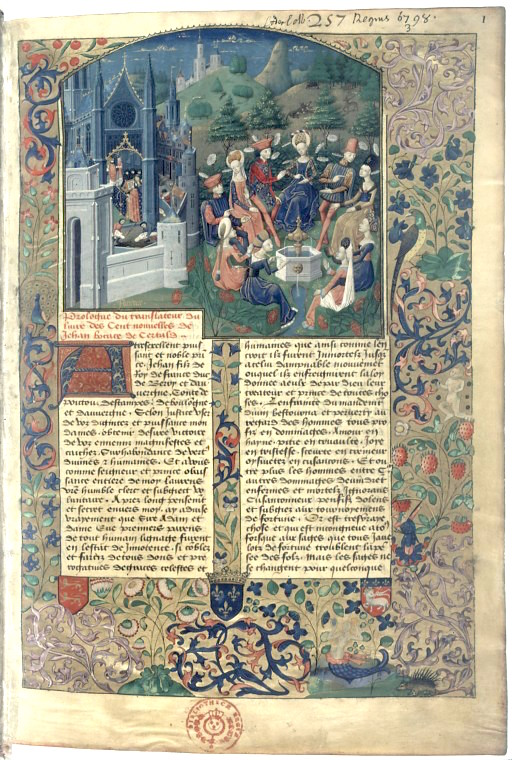
« Entretien des conteurs » et armes de Rouen, de Normandie et de France. Boccace, Décaméron, fol. 1.

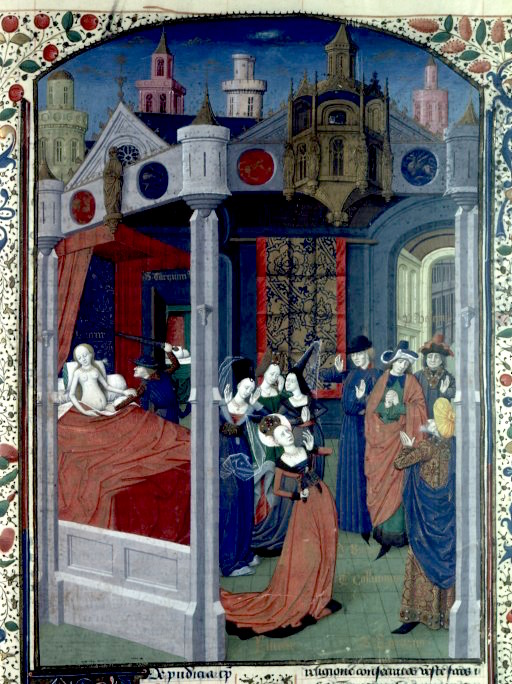
« Viol et suicide de Lucrèce », Valère Maxime, Faits mémorables, fol. 176.

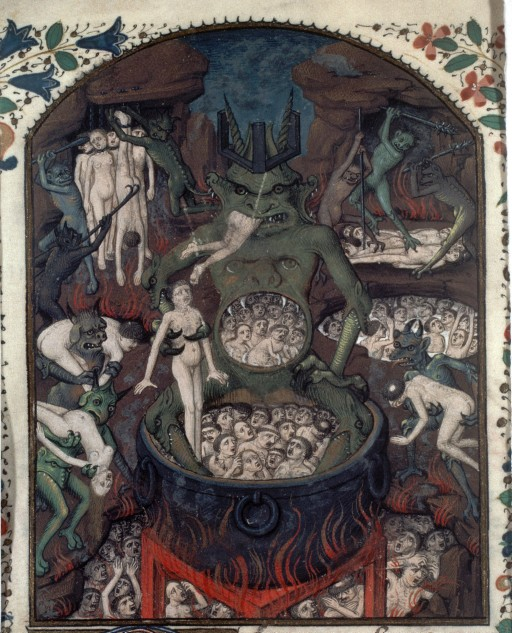
« Enfer », Cité des Dieux, fol. 249v.

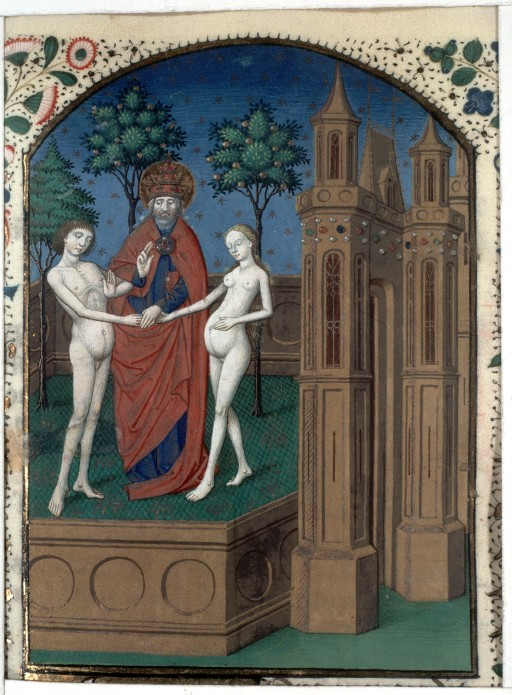
« Mariage d'Adam et Ève », Cité des Dieux, fol. 46.

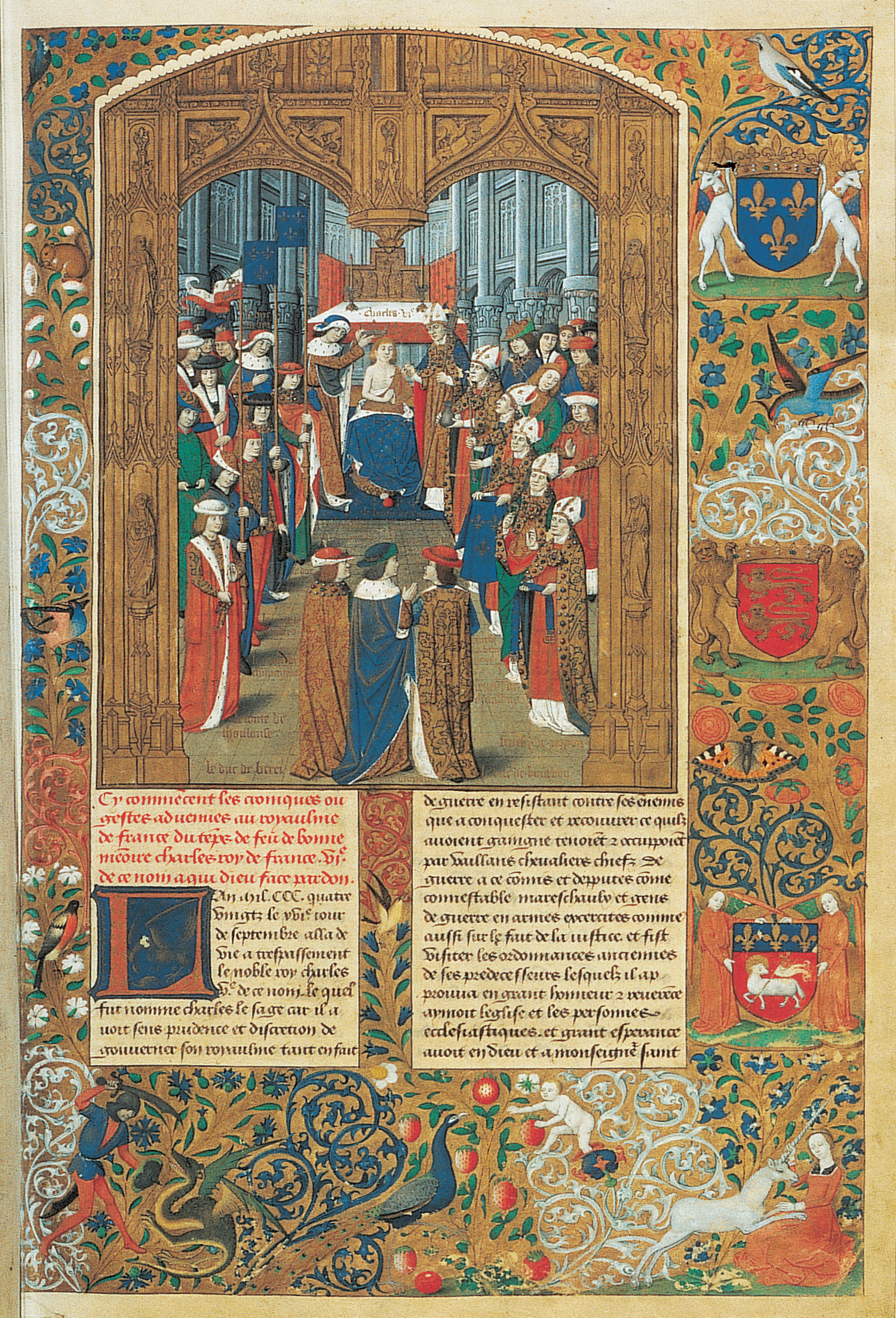
« Couronnement de Charles VI », Chroniques de Charles VI et Charles VII, fol. 5.

Le Maître de l'Échevinage commence son activité à Rouen au moment où les Anglais, quittant Paris, se replient vers Rouen. Il puise ses sources dans l'enluminure parisienne pratiquée, dans la première moitié du XVe siècle, dans l'orbite du Maître de Bedford, ainsi que d'autres enlumineurs travaillant pour des commanditaires anglais. Ses plus anciennes œuvres le montrent influencé par le Maître de la Légende dorée de Munich (Bayerische Staatsbibliothek, Cod. gall. 3). La librairie de l'échevinage de Rouen lui confie de nombreux travaux et il obtient, pour lui et son atelier, une exclusivité presque totale sur ces commandes.
De facture très soignée, son art apparaît plutôt conservateur. Ses peintures se distinguent par une palette chatoyante où l'or intervient à profusion et par la prédominance accordée au dessin, aux lignes anguleuses. On le reconnaît par ses figures raides, pâles, avec de grands yeux ronds soulignés par des ombres grises. Dans ses compositions répétitives, des personnages maniérés sont figés dans des gestes stéréotypés. Des tapisseries plates couvrent souvent les murs de ses miniatures, et ses couleurs vives sont rehaussées par des hachures d'or et créent une atmosphère froide.  Ses lumineux paysages sur fond de villes témoignent, comme la matérialité de certains objets peints, de sa connaissance de l'art flamand. Il emprunte même des motifs marginaux et des compositions entières au Livre de prières de Charles le Téméraire enluminé par Liévin van Lathem et le Maître de Marie de Bourgogne (vers 1469-1471 ; Los Angeles, The J. Paul Getty Museum, ms. 37). 
Dans ses œuvres tardives son style devient plus monumental, ses couleurs sont plus assourdies. Sous une forme appauvrie, l'art du Maître de l'Échevinage se perpétue à Rouen dans d'innombrables livres d'heures, jusque dans les manuscrits enluminés par Robert Boyvin (actif jusqu'en 1542),.
Figure dominante de l'enluminure à Rouen du troisième quart du XVe siècle, le Maître de l'Échevinage suscite de nombreux imitateurs qui assimilent son style et contribuent à donner à la production de la cité normande un style inhabituellement unifié. C'est lui qui semble avoir introduit vers la fin des années 1460 les motifs à rinceaux en grisaille sur fond doré qui sont l’une des marques distinctives de l'ornementation rouennaise des marges de cette époque et qui le resteront jusqu'au début du siècle suivant. Les illustrations du Maître de l’Échevinage se caractérisent aussi par l’inscription systématique en lettres d’or des noms des personnages et des villes. Ce procédé, plutôt archaïque pour l’époque, est d’une utilité pratique indéniable fort bien venue.
La peinture du Maître de l’Échevinage aurait pu s’adapter à la nouvelle technique de gravure sur bois. Un seul bois semble connu, le frontispice de la première édition des Chroniques de Normandie, imprimées en 1487 par Guillaume Le Talleur.
Les manuscrits regroupés autour du Maître de l’Échevinage sont si nombreux et d’un style et de compositions si uniformes qu’il ne peuvent qu’être issus d’un métier fortement organisé transmettant en particulier les modèles des peintures. L’aspect homogène  de la décoration suggère toutefois une organisation qui limite les intervenants sur un même manuscrit à un seul peintre de miniatures et un autre pour le décor marginal, même si parfois c’est le maître lui-même qui peint les encadrements.

## La bibliothèque de l'échevinage de Rouen

### Contexte historique
Les manuscrits à peintures rouennais occupent une place importante au sein de l'enluminure française du XVe siècle. Ceux de la première moitié du siècle sont réalisés sous l'occupation anglaise (de 1419 à 1449), et les noms donnés aux deux principaux peintres de manuscrits de cette période, le Maître de Fastolf et le Maître de Talbot, tous les deux venus de Paris, en témoignent. Après le départ des Anglais et la reconquête française, la capitale normande connaît alors un essor économique sans précédent qui s'accompagne d'une intense activité artistique. Ville marchande prospère et archevêché important, Rouen possède une grande clientèle livresque potentielle, laïque comme ecclésiastique. C'est dans ce contexte qu'elle devient un centre de production de manuscrits enluminés de premier rang dans lequel se détache, la personnalité du maître de l'échevinage. 
L'enluminure rouennaise de la seconde moitié du XVe siècle est avant tout connue par d'innombrables livres d'heures. À côté de livres liturgiques, un grand nombre de manuscrits profanes existent, dont la clientèle est mieux connue, grâce aux marques de possesseurs plus fréquentes.

### l'Échevinage de Rouen
Durant au moins une vingtaine d'années, l'échevinage de Rouen, par un mécénat, soutien activement des ateliers d'enluminure installés à Rouen pour rivaliser avec la production parisienne. « On ne saurait assez souligner l'effet structurant que ce soutien public eut par la suite sur l'activité des libraires rouennais : les manuscrits de la bibliothèque échevinale servent de modèles quasi officiels, d'où la multiplication de copies d'œuvres d'auteurs comme Alain Chartier, Jean de Courcy ou Martin Le Franc ». La bibliothèque était soigneusement conservée à l'Hôtel de Ville. Un inventaire de 1647 fait état, à côté de vingt-huit livres imprimés et vingt et un manuscrits. Le caractère communautaire de cette bibliothèque est souligné par l’interdiction répétée aux conseillers de prêter ou de déplacer les livres, qui d'ailleurs étaient enchaînés. Une telle collection municipale, ancêtre de nos bibliothèques publiques, n'était pas un phénomène isolé à la fin du Moyen Âge. Au départ, ces collections ont dû être rassemblées dans un but très pratique, les livres apportant à la bourgeoisie dont étaient issus les membres de l’administration municipale les connaissances nécessaires pour s'affirmer efficacement comme troisième force politique, face à l'aristocratie et, à Rouen surtout, face au clergé. Ceci explique la présence, dans ce type de collections, de manuscrits juridiques; dans celle de Rouen, l'un des plus anciens volumes est un Coutumier de Normandie. Mais cette bibliothèque, de caractère encyclopédique, apparaît comme bien plus qu’utilitaire. Dans la seconde moitié du XVe siècle, il s'agit d'une collection de prestige, à l'instar des bibliothèques princières. Plus que l'affirmation d'un pouvoir politique limité de fait, elle est l'expression éclatante d'une réussite sociale et surtout économique.
Trois étapes principales se dégagent dans la constitution de la bibliothèque de l'échevinage de Rouen. Un premier groupe de manuscrits, composé de quatre exemplaires enluminés à Paris au cours du premier tiers du XVe siècle, rassemblés sous l'occupation anglaise.
Quelques années plus tard débute la série des cinq volumes que les conseillers commandent au Maître de l'Échevinage de Rouen. Dans ces livres, un décor héraldique important se déploie dans les encadrements des peintures : la capitale normande redevenue française proclame ainsi ostensiblement son rang de deuxième ville du royaume, après Paris.
Enfin, d’autres manuscrits, illustrés par d’autres peintres, continuent à enrichir la bibliothèque. L’introduction de l’imprimerie à Rouen arrête assez brusquement la production de manuscrits enluminés, auxquels succèdent des textes imprimés.

### Les cinq ouvrages du Maître de l'Échevinage
Les cinq manuscrits, d'importance variable, dont l'illustration est commandée par les échevins sont maintenant à la Bibliothèque nationale de France. Ce sont :
1. La Bouquechardière[1], commandé en 1457.
2. Chroniques de Normandie[6], avant 1465.
3. Décaméron[7]
4. Estoire d’Outremer[8], commandé vers 1465-1470.
5. Chronique de Charles VI[9] vers 1480.

## Œuvres illustrées

### Jean de Courcy,La Bouquechardière

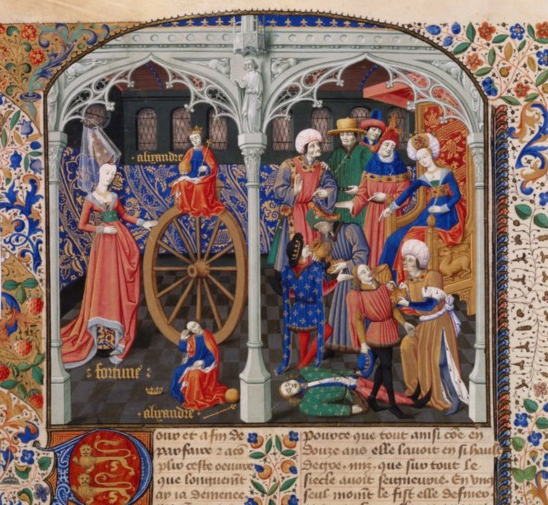
« Roue de la Fortune et assassinat d'Alexandre II de Macédoine ». Bouquechardière de la Bibliothèque nationale de France, fol. 280v (détail).

La chronique universelle La Bouquechardière, de Jean de Courcy,  tire son nom du lieu dont son auteur est seigneur : il qui est « seigneur de Bourg-Achard » en Normandie. Cette œuvre a un grand succès. Il en existe environ trente-cinq exemplaires sous ce nom ou des noms proches, dont douze sont illustrés par le Maître de l'Échevinage ou son atelier : deux copies remarquables sont conservés l'un  à la Bibliothèque nationale de France déjà mentionnée, et l'autre à la British Library.  L'exemplaire de la British Library, de plus de 400 folios, comporte six grandes miniatures, une au début de chaque livre, avec feuilles d’acanthe, fruits et fleurs, et de grandes initiale. Les thèmes sont les mêmes:
- f. 2v Noé et l’arche, la fondation d’Argos, et la fondation d’Athènes
- f. 30 Pâris et Hélène rencontrent Priam devant Troie
- f. 150 Constructions de Venise, Sicambrie, Carthage et de Rome
- f. 206v Nimrod et la construction de la tour de Babel
- f. 271 Alexandre II de Macédoine et la roue de la fortune, et le meurtre
- f. 356v Prise de Jérusalem

De nombreuses initiales sur deux lignes avec lierres et décoration de feuilles en or et couleur, accompagnées par une bande de rinceaux avec fleurs et fruits entre les colonnes ou en marge, mais pas d'armoiries. Dans l'exemplaire de la BnF, les encadrements de feuilles, fleurs, porte de nombreux blasons, aux armes de Rouen, Normandie, Berry, Viennois et France, comme le folio 98 (Pâris et Hélène rencontrent Priam devant Troie) et les peintures suivantes.

### Chronique de Normandie

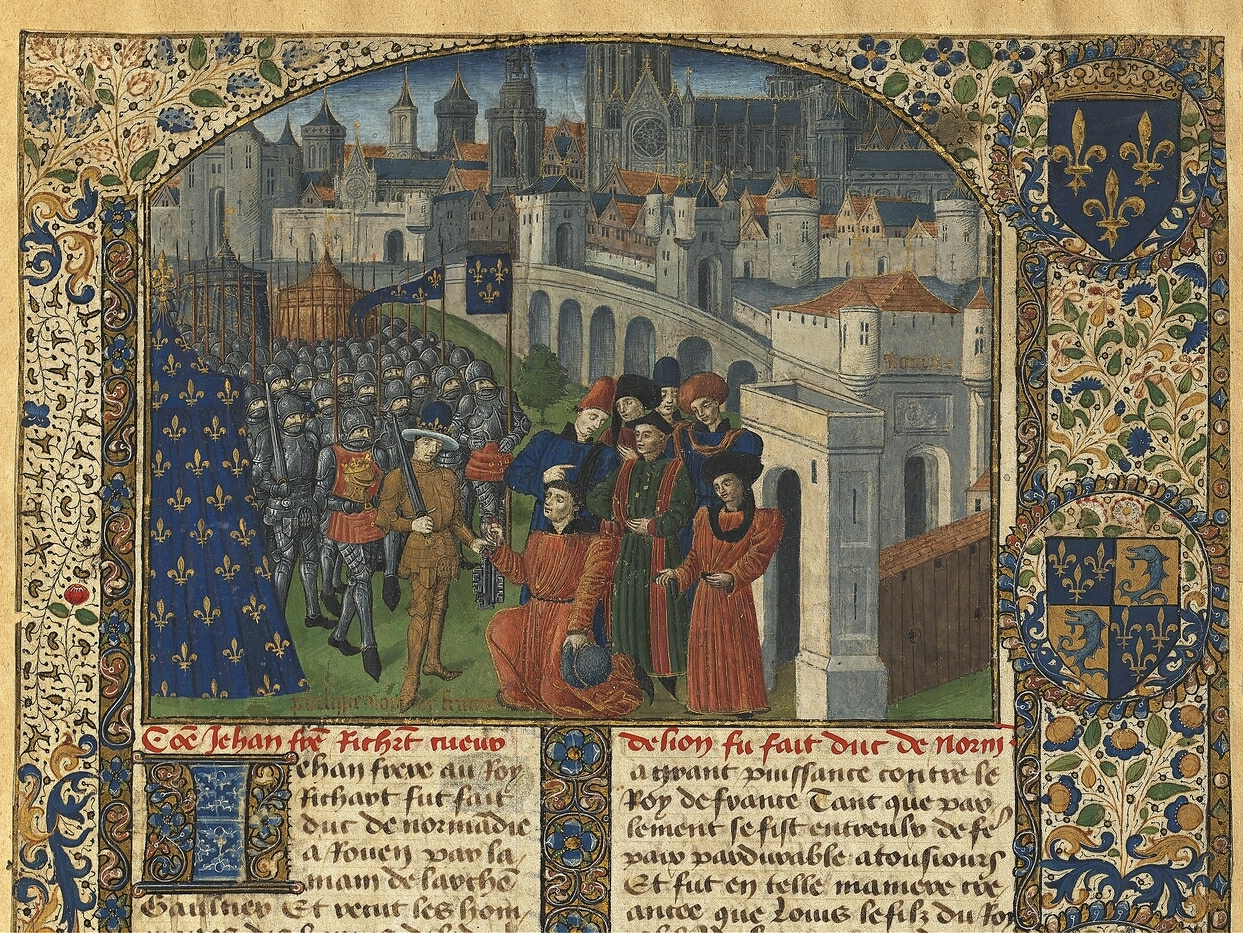
« Reddition de Rouen » (1204), Chronique de Normandie Fol. 106bis.

La Chronique de Normandie, composée de 116 folios, appartient également à la série des commandes exécutées pour l’échevinage de Rouen. Elle contient une chronique de Normandie et est attribuée à tort à Gilles Le Bouvier, dit le héraut Berry. Il semble, d'après François Avril que le manuscrit est celui prêté en 1465 à Charles de France, frère de Louis XI, pendant la brève période où il est duc de Normandie. L'examen stylistique rend plausible une datation vers le début des années 1460. Comme pour la Bouquechardière, l'artiste utilise la juxtaposition, dans la même scène, de plusieurs épisodes. Les encadrements, composés de couronnes tressées, personnages, hybrides et animaux divers farcissant le décore végétal des bordures se référent à des modèles du deuxième quart du XVe siècle.

### Heures à l'usage de Rouen, ditesde Chrétienne de France

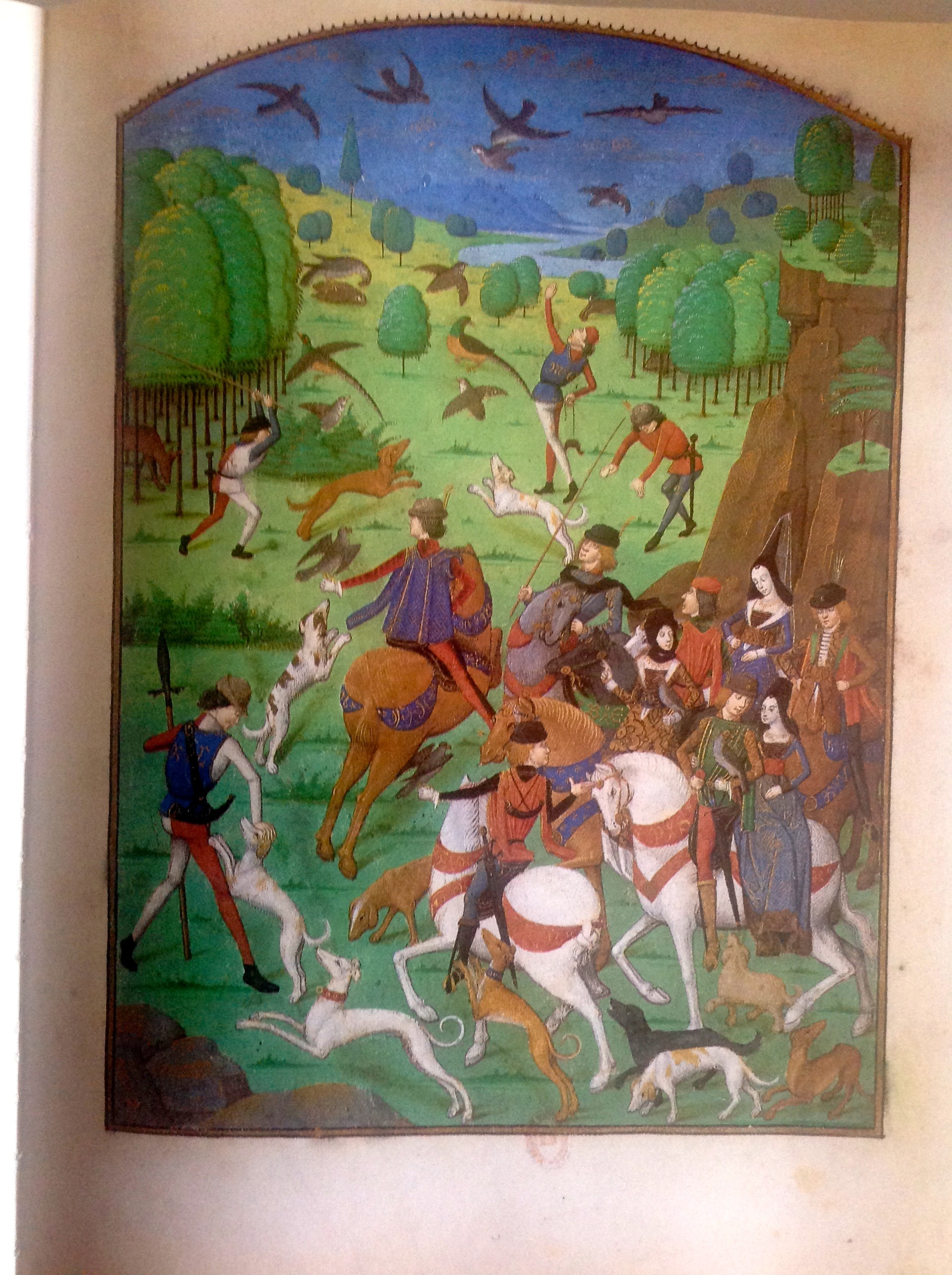
« La chasse au vol », Pierre Choinet, Livre des trois âges.

Composé vers 170-1475, il contient 147 folios. C'est un échantillon représentatif de l'énorme quantité de livres d'heures produites dans le centre rouennais pendant la seconde moitié du XVe siècle, et dont l'atelier du Maître de l'échevinage semble avoir été le principal fabricant,. Fait partie d'une production stéréotypée avec un certain degré de personnalisation, par la deuxième des quatorze miniatures qui représente un couple en prière devant saint Herbland. Le costume des deux donateurs montre qu'il s'agit de bourgeois aisés. Les quatre évangélistes - réunis à cette époque en général en une seule miniature compartimentée en quatre - ne sont représentés que par saint Jean dans l'île de Patmos (fol. 13). D'autres miniatures sont inhabituelles, comme le Christ au milieu des docteurs ou les Noces de Cana. Malgré l'extrême qualité de leur exécution, ces miniatures sont peut-être l'œuvre d'un excellent disciple du Maître de l'échevinage.

### Pierre Choisnet,Livre des trois âges
Ce court manuscrit contient dix-neuf folios, six cent vingt et un vers et douze miniatures. Il est de taille moyenne : 310 × 215 mm. Sur les trente-huit pages, cinq sont blanches. Sur ses douze miniatures, trois sont plein page, et deux tiers de page pour les neuf autres. Pas de décor marginal,. Le Maître de l’échevinage fait preuve, dans cette œuvre tardive datant de 1482-1483, de sobriété narrative. Les encadrements végétaux envahissants ont disparu, images et quatrains forment un bloc unifié sur le fond blanc de la page. La notion de profondeur spatiale est presque abolie au profit de l'effet décoratif.

### Autres œuvres

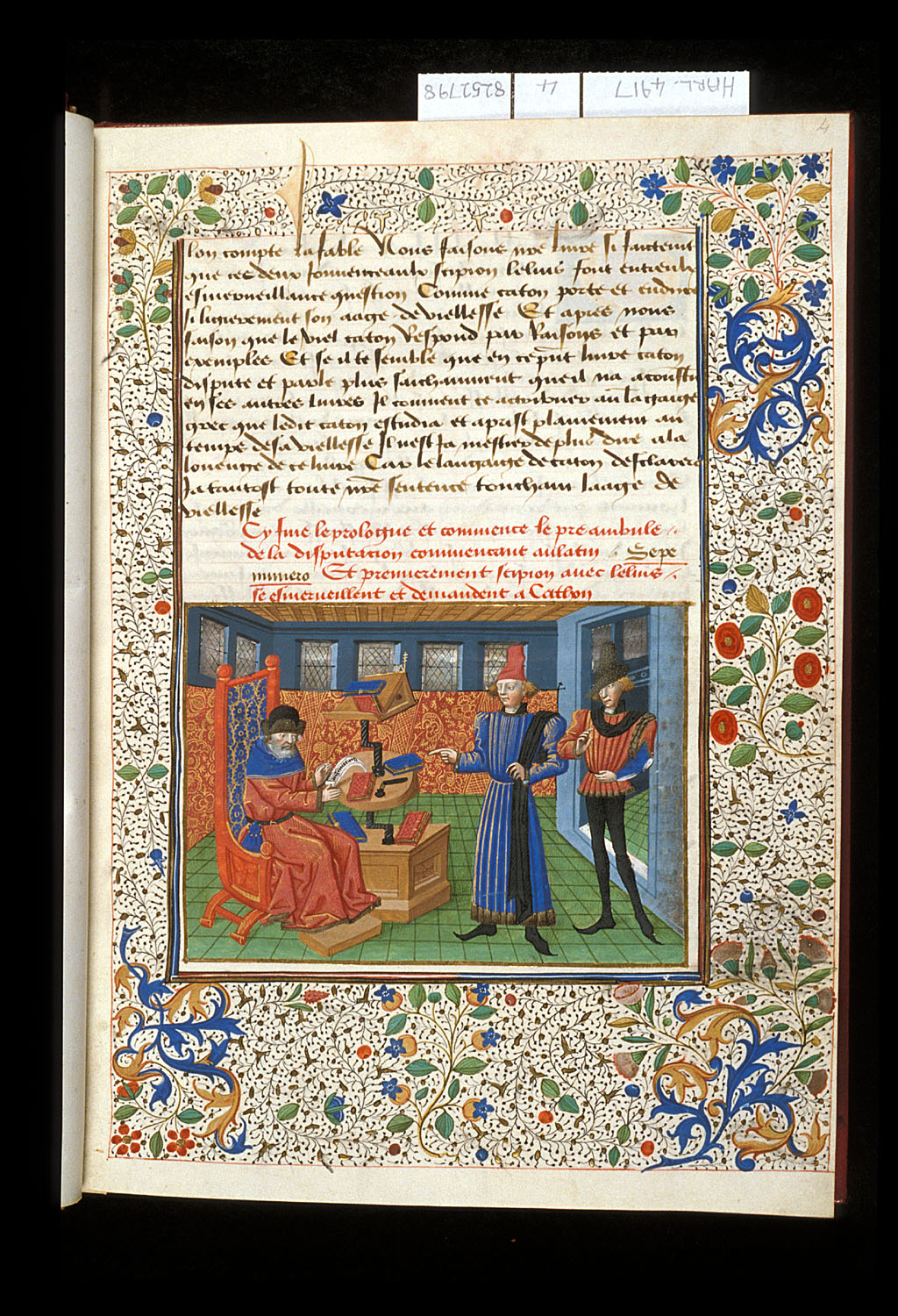
« Caton avec Scipio Aemilianus et Gaius Laelius Sapiens », Cicéron, De la vieillesse, fol. 4.

- Jean Jouvenal des Ursins, Chronique de Charles VI et Jean Chartier, Chronique de Charles VII[20]. Une seule miniature, de nombreuses lettres ornées et vignettes. La dernière des commandes reçues de l'échevinage, vers 1480.
- Missel des Carmes de Rouen[21], après 1481.
- Bréviaire de Charles de Neufchâtel[22], après 1480.
- Brunetto Latini, Trésor[23]. Deux grandes miniatures subsistent des quatre frontispices. L'une d'elles comporte une fameuse représentation d’un marché urbain médiéval[24].
- Livre d'heures à l'usage de Rouen[25], il collabore pour ce livre d'heures avec Jean Bourdichon, le Maître de Jean Charpentier et un artiste « fouquettien », (vers 1485-1490).
- Livre d'heures à l'usage de Tours[26]. Exécuté pour le Tourangeau Étienne Binet, apporté, déjà écrit et filigrané, pour être enluminé par le maître rouennais.
- Livre d'heures à l'usage de Bourges[27].
- Livre d’heures à l’usage de Bayeux[28],  dernier quart du XVe siècle), douze miniatures pleine page. De petites dimensions : 190 x 130 mm (texte 110 x 70).
- Les Heures de Jean d'Estouteville[29] sont le jumeau plus tardif des Heures de Saint-Lô (vers 1470-1475 ; Sotheby's, New York, 21 avril 1998, lot 37)[1].
- Cité de Dieu[30], de saint Augustin, traduction de Raoul de Presles, vers 1470, comporte 23 peintures.
- Grand Coutumier de Normandie, en latin, Pierpont Morgan Library ms M. 457.
- Faits mémorables de Valère Maxime[31] « Facta et dicta memorabilia », (traduction de Simon de Hesdin et Nicolas de Gonesse). Une copie achevée en janvier 1469 contient quatre peintures qui semblent plus tardives[2].
- De la vieillesse (« De senectute ») et De l'amitié[32] (« De amicitia »), de Cicéron, traduit par Laurent de Premierfait, vers 1470, attribué au « Cercle of the Master of the Echevinage of Rouen ». Trois grandes miniatures (ff. 1, 4, 52), armoiries de  Hangest, sans doute Jean II de Hangest, seigneur de Genlis, bailli d’Évreux puis de Rouen, mort en 1490.